# 421 (число)
421 (четыреста двадцать один) — натуральное число, расположенное между числами 420 и 422. Оно является 82-м простым числом, а относительно их последовательности расположено между 419 и 431.

## В математике
Число 421 является членом не менее чем 1894 описанных целочисленных последовательностей, что примерно в два раза превышает количество вхождений в последовательности для чисел близкого к нему размера:
- 421 является 82-м простым числом и близнецом числа 419[3][4], 74-м счастливым числом[5] и 23-м счастливым простым числом[6].
- Это первое из простых чисел, чьи цифры представляют собой степени двойки, расположенные в обратном порядке (22 21 20), и единственное простое число с подобным свойством, не являющееся титаническим числом[7].
- Число 421 представимо в виде суммы пяти последовательных простых чисел: 421 = 73 + 79 + 83 + 89 + 97[8]. Это 21-е натуральное[9] и 12-е простое число, обладающее подобным свойством[10].
- 421 — число коммутативных моноидов шестого порядка[11][12][13].
- 421 — центрированное квадратное число[14], или, в другой формулировке, оно может быть представлено как сумма квадратов двух последовательных натуральных чисел: 421 = 142 + 152[8]; это означает также, что в кольце гауссовых чисел оно может быть факторизовано как (14 + 15i)·(14 − 15i) или как (15 + 14i)·(15 − 14i). Это число также центрированное 15-угольное[15], центрированное 20-угольное[16] и центрированное 28-угольное[17].
- Число 421 — гипотенуза[8] примитивного треугольника Пифагора: 4212=292+4202. Это 55-е число, обладающее подобным свойством[18].
- 421 = 400 + 20 + 1 = 202 + 201 + 200. Иначе говоря, число 421, записанное в двадцатеричной системе счисления представляет собой репьюнит 111[7].
- 421 — наибольшее натуральное число, чья 8-я степень может быть записана не более чем 20 цифрами (в десятичной записи).
- Произведение первых 421 положительных чётных чисел минус единица, то есть {\displaystyle 2^{421}\cdot 421!-1}, является наименьшим простым титаническим числом формы {\displaystyle 2^{p}\cdot p!-1}, где {\displaystyle p} — простое[7].
- При экспериментальной проверке гипотезы Коллатца[К 1] последними тремя числами сиракузской последовательности (она же траектория Коллатца) неизменно оказываются 4, 2 и 1[К 2][7][8].

## В культуре
- 421 (комикс)[фр.] — бельгийский комикс за авторством художника Эрика Мальтете[фр.] и сценариста Стивена Десберга[фр.], рассказывающий об агенте МИ-6 под одноимённым псевдонимом.
- 421 (игра)[фр.] — популярная во Франции алкогольная игра с использованием трёх игральных кубиков и 21 жетона[19].

## В других областях
- (421) Церингия (нем. Zähringia) — астероид класса S из главного пояса.
- Маркарян 421 (Mrk 421, Mkn 421) — блазар, расположенный в созвездии Большой Медведицы.
- «Проблема 4-2-1» или «проблема 421» — одно из следствий демографической политики Китая, когда единственный ребёнок в семье, вырастая, становится вынужден в одиночку заботиться о двоих родителях и четверых родственниках старшего поколения[20][21].
- «Щ-421» — советская краснознамённая подводная лодка времён Второй мировой войны.
- Ряд автодорог в Канаде, США и Японии имеют номер 421, см. список (англ.).
- 421 км — железнодорожная платформа в городе Дзержинске Нижегородской области.
- 21 апреля, 421 год, 421 год до н. э.